# Colégio Estadual Paes de Carvalho
O Colégio Estadual Paes de Carvalho - CEPC (o correto segundo a ortografia vigente é Pais de Carvalho) é uma instituição pública de renome e respeito nacional, fundada em 28 de julho de 1841, localizada em Belém, no Pará.

## História
Na República tomou nome de "Paes de Carvalho", substituído por "Ginásio Paraense" depois da revolução de 1930, para mais tarde se transformar em Colégio Estadual, em cumprimento à lei federal que transformou os ginásios em colégios. Fundado pelo então presidente da província do Pará, Bernardo de Sousa Franco, no dia 28 de julho de 1841, com denominação de Liceu Paraense. É a instituição pública de ensino mais antiga em funcionamento do Estado do Pará, com 178 anos de história, formou os principais nomes da história da capital e do estado do Pará.
O colégio também mantém sua estrutura antiga que o caracteriza bastante, como certa rigidez na regras, o tradicional uniforme e a escadaria, homens e mulheres usam escadas separadas, apesar de estudarem juntos. Quanto ao uniforme, meninos e meninas usam meias e camisas brancas, a camisa é sempre por dentro da calça e da saia, que obrigatoriamente devem ter no mínimo 37 centímetros. As meninas usam saias plissadas e meninos calças, ambos na cor azul marinho.

## Estudantes ilustres
Pelos bancos escolares e/ou pelas "cátedras" do CEPC passaram grandes figuras do cenário político, acadêmico, profissional e empresarial que atuaram e atuam em vários cargos relevante, como ministros de Estado, senadores da República, deputados federais, deputados estaduais, prefeitos, governadores, bem como reitores, professores de todos os graus e profissionais bem-sucedidos.
| Nome | Ocupação atual e/ou antiga |                                                                                 |
| --- | --- | ------------------------------------------------------------------------------- |
| Enéas Carneiro | Médico cardiologista e deputado federal brasileiro. Como político, fundou o extinto Partido de Reedificação da Ordem Nacional, o Prona. |                                                                                 |
| Jarbas Passarinho | Governador do Pará (1964 a 1966), Ministro do Trabalho e Previdência Social (1967 a 1969), Ministro da Educação (1969 a 1974), Senador da República (1967 a 1983 e 1987 a 1995), Presidente do Senado Federal (1981 a 1983), Ministro da Previdência Social (1983 a 1985) e Ministro da Justiça (1990 a 1992).                                                                                         |                                                                                 |
| Simão Jatene | Governador do Pará (2003 a 2006 e 2011 - 2018). |                                                                                 |
| Wilton de Queirós | Ex-secretário Estadual de Educação do Pará e do Acre, Ex-Secretário de Educação do Município de Belém, Ex-vice-diretor e Ex-Diretor do CEPC. |                                                                                 |
| Irawaldyr Walder Morais da Rocha | Ex-presidente do Tribunal de Contas dos Municípios do Pará, Ex-vereador de Belém e ex-vice-prefeito de Belém. |                                                                                 |
| Manuel Viegas Campbell | Primeiro reitor da UEPA, ex-assessor especial da Previdência do Conselho Estadual de Educação. |                                                                                 |
| Inocêncio Mártires Coelho | Procurador-Geral da República (1981 a 1985). |                                                                                 |
| Zacharias de Assumpção | Governador do Pará (1945 e 1951 a 1956). |                                                                                 |
| Jader Barbalho | Vereador de Belém (1967 a 1971), Deputado Estadual (1971 a 1975), Deputado Federal (1975 a 1983), Governador do Pará (1983 a 1987/1991 a 1994), Ministro da Reforma e do Desenvolvimento Agrário (1987-1988), Ministro da Previdência Social (1988 a 1990), Senador da República (1995 a 2001), Presidente do Senado Federal do Brasil (2001), Deputado Federal (2003 - 2010) e Senador (2012 - hoje). |                                                                                 |
| Alacid Nunes | Governador do Pará (1966 a 1971 e 1979 a 1983). |                                                                                 |
| Aloysio Chaves | Advogado e Magistrado, Governador do Pará (1975 a 1978), senador (1979 a 1987) e deputado federal (1987 a 1991), 3° Reitor da Universidade Federal do Pará (1969 a 1973), Presidente do Tribunal Regional do Trabalho da 8ª Região (1966 a 1969). |                                                                                 |
| Dionísio Bentes | Governador do Pará (1925 a 1929). |                                                                                 |
| Enéas Martins | Governador do Pará (1913 a 1916), Ministro Interino das Relações Exteriores do Brasil (1912). |                                                                                 |
| Gaspar Viana | Médico patologista, cientista e professor brasileiro, autor de importantes e decisivas pesquisas sobre a doença de Chagas e sobre a leishmaniose tegumentar cutânea (úlcera de Bauru). Nascido em Belém do Pará, em 11 de maio de 1885, falecido no Rio de Janeiro, em 14 de junho de 1914. |                                                                                 |
| Lauro Sodré | Governador do Pará (1891 a 1897) e (1917 a 1921). |                                                                                 |
| Jose de Andrade Pinheiro | Cônego de Belém. |                                                                                 |
| Justo Chermont | Governador do Pará (1889 a 1891), Ministro das Relações Exteriores (1891) e membro da Junta Governativa Paraense (1889). |                                                                                 |
| Dalcídio Jurandir | Escritor e jornalista paraense, agraciado em 1972 pela Academia Brasileira de Letras com o prêmio Machado de Assis, pelo conjunto de sua obra. |                                                                                 |
| Fernando Guilhon | Governador do Pará (1971 a 1975). |                                                                                 |
| Aurélio do Carmo | Governador do Pará (1961 a 1964). |                                                                                 |
| Augusto Montenegro | Governador do Pará (1901 a 1909). |                                                                                 |
| Antônio Emiliano de Sousa Castro | Ex-governador do Pará (1921 a 1925). |                                                                                 |
| Clóvis Morais Rego | Governador do Pará (1978-1979). |                                                                                 |
| Magalhães Barata | Governador do Pará (1930 a 1935 de 1943 a 1945 e 1956 a 1959). |                                                                                 |
| Nicias Ribeiro | Vereador de Belém (1977 a 1979), deputado estadual do Pará (1979 a 1991), deputado federal pelo Pará (1991 a 2007) |                                                                                 |
| Visconde de Sousa Franco | Deputado geral e Presidente da província do Pará de 1839 a 1840 e de 1841 (Ano de fundação do Liceu Paraense) a 1842, presidente da província de Alagoas (1844), Ministro da Fazenda (1848 e 1857/1858), Ministro das Relações Exteriores (1848) e presidente da província do Rio de Janeiro (1864/1865).                                                                                              |                                                                                 |
| José Carneiro da Gama Malcher | Governador do Pará (1935 a 1943). |                                                                                 |
| Aluísio da Costa Chaves | Governador do Pará (1975 a 1978). |                                                                                 |
| Josias Matos da Silva (Professor, Pastor, Teologo, Radialista, Músico, Tec. de informática). Foi presidente do CCHF (Centros Cívico Honorato Filgueiras) 1989/1990. Como líder estudantil,esteve no froite da batalha, na conquista da carteira de meia passagem estudantil. Durante as décadas de 1980 e 1990, o movimento estudantil paraense viveu um dos maiores momentos de sua história. Milhares de estudantes deixaram as salas de aula e tomaram as ruas de Belém, em luta aberta pela conquista da meia-passagem. | Robson Marques | Dirigente Estadual do Partido Comunista do Brasil - Pará (2012 aos dias atuais) |